# Dub u Dvora
Dub u Dvora byl památný strom v Nemilkově, západně od Velhartic. Přibližně 350 let starý dub letní (Quercus robur) rostl u cesty ke dvoru, v nadmořské výšce 650 m. Obvod jeho kmene byl 514 cm a koruna stromu dosahovala do výšky 33 m (měření 2007). Strom rostl v zápoji, větvil z jednoho místa, v koruně byly polámané větve (šetření v roce 2005). V roce 2007 proveden zdravotní řez a kontorla dutin.
V roce 2018 po pravidelné kontrole rozhodl Městský úřad Sušice, Odbor životního prostředí o zrušení ochrany, spolu s tím zaniká i ochranné pásmo stromu. Bylo zjištěno, že při vichřici Fabienne došlo k závažnému poškození stromu, byl rozlomen kmen, odlomením jedné z kosterních větví byl narušen celkový habitus stromu. V bázi kmene byla zjištěna přítomnost dřevokazné houby z rodu václavka. Dutina kmene byla naplněna rozpadávajícím se dřevem. Orgán ochrany prostředí doporučil zvážit možnost ponechat část odříznutého kmene v blízkosti místa růstu dřeviny, aby došlo k vytvoření vhodného biotopu pro živočichy vázané na odumřelé dřevo.
Dub byl chráněn od roku 1985 pro svůj vzrůst a věk, ochrana zrušena 2018.

## Stromy v okolí
- Nemilkovský dub
- Chrástovský dub
- Lípa na návsi v Malonicích
- Malonická lípa
- Dub u Malonic
- Velhartické lípy

## Galerie

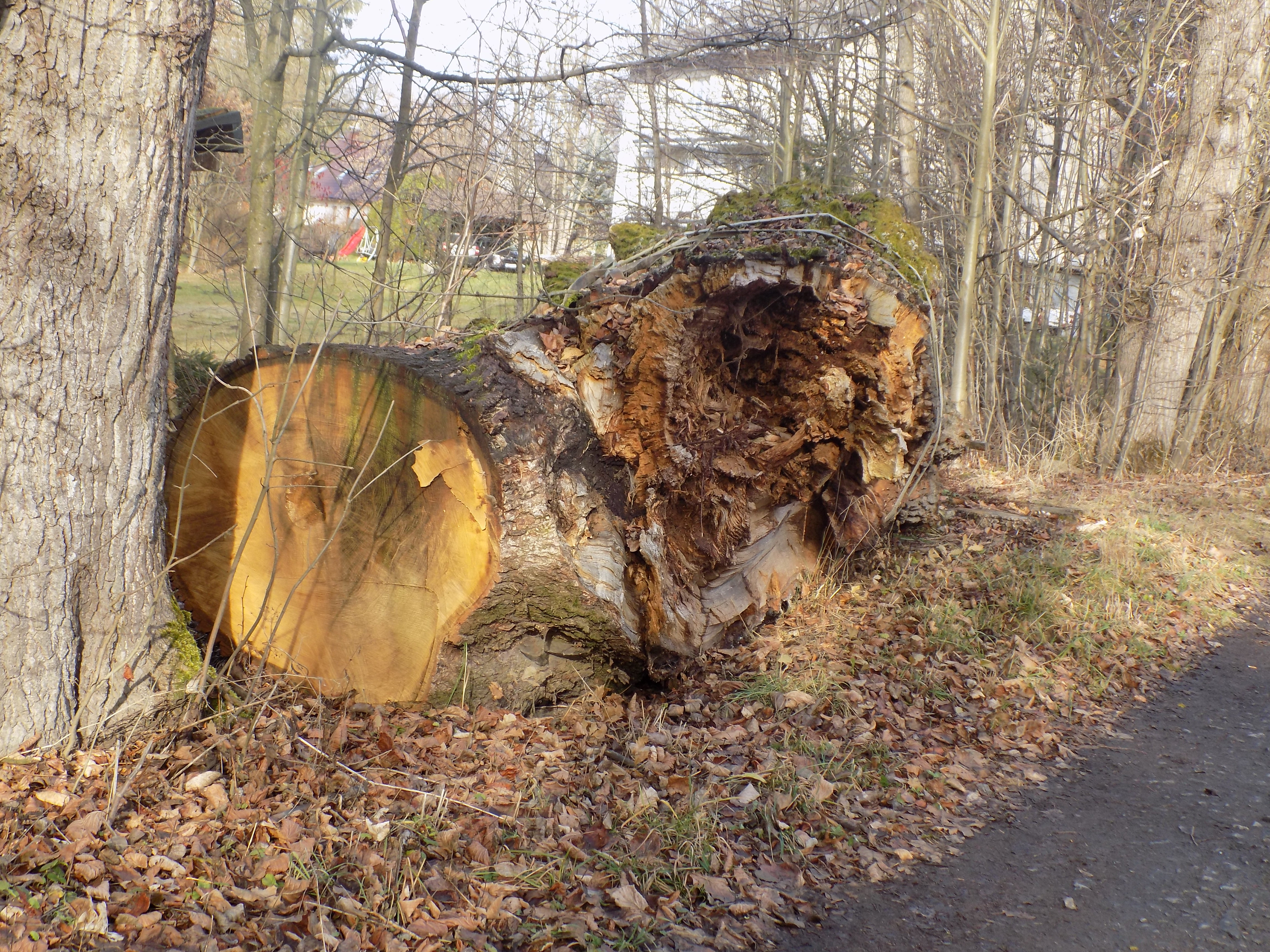
Torzo pokáceného stromu
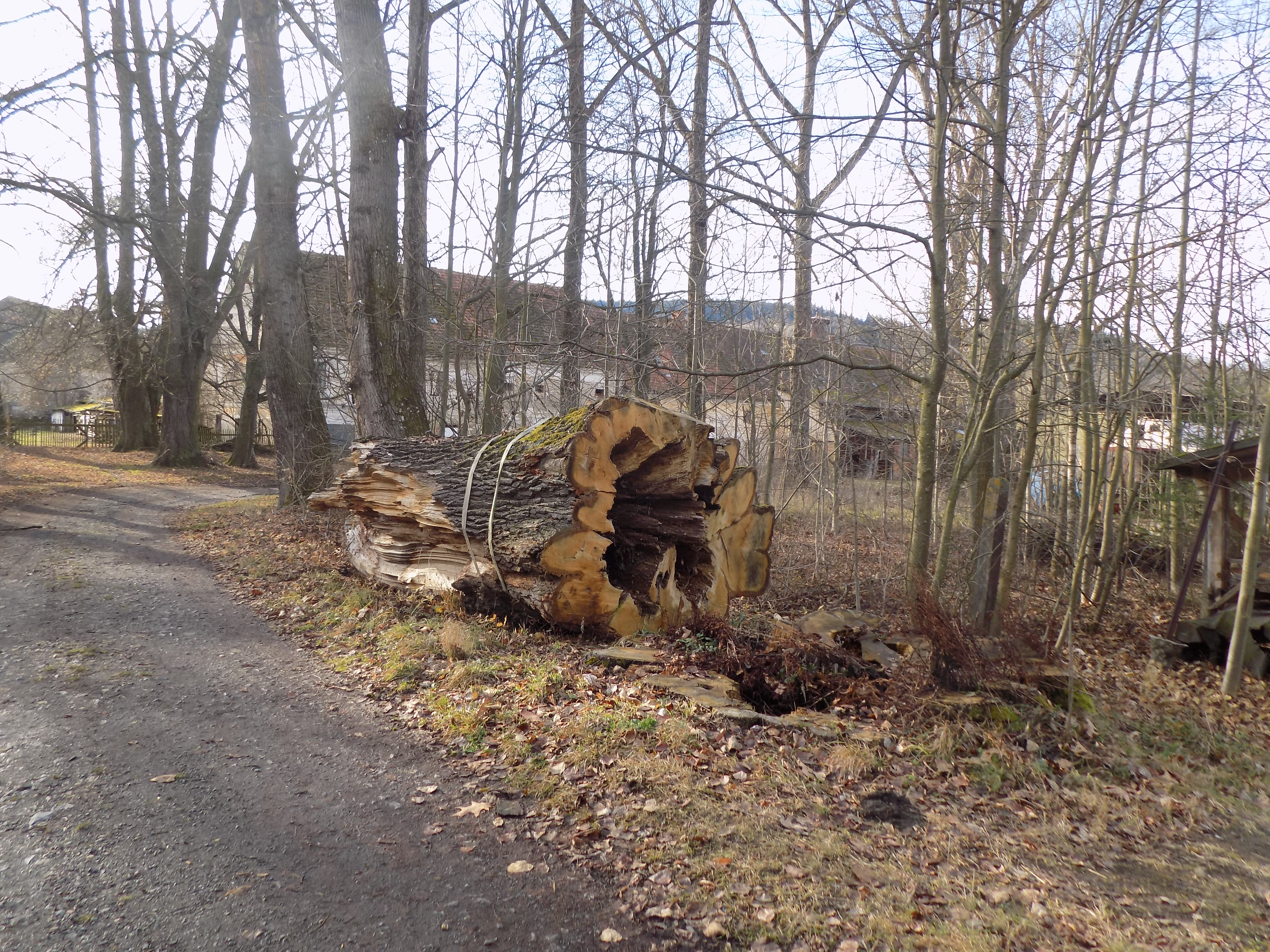
Pokácený dub